# Chuck Testa
Charles A. "Chuck" Testa (Ojai, Ventura megye, Kalifornia, 1956 –) amerikai állatpreparátor, a kaliforniai Ojai Valley Taxidermy vállalkozás tulajdonosa. Személyét egy reklámsorozat tette világszerte ismertté, amely a Rhett & Link: Commercial Kings című műsor számára készült, és szlogenje – "Nope, Chuck Testa!" (magyarul: „Dehogyis! Chuck Testa!”) – internetes mémmé vált.

## Élete és munkássága
Testa Ojai Valley településen született és ott is nevelkedett. Iskoláit elvégezve átvette az apja által fenntartott Baskin-Robbins üzlet vezetését a kaliforniai Venice Beachen. Később érdeklődése a természetvédelem és az állatpreparálás irányába fordult.

### Híres reklámja és fogadtatása
2011-ben a későbbi veje feltöltött egy kis reklámot Testa vállalkozásáról a YouTube-ra. A hirdetést eredetileg a Rhett and Link készítette egy televíziós sugárzású műsorhoz (Rhett & Link: Commercial Kings, amelyet elsőként az IFC sugárzott. A reklám üzenete azt volt hivatott közvetíteni, hogy Testa állatpreparátori munkájának eredményei olyannyira valósághűek, hogy aki meglátja azokat, automatikusan azt feltételezi, hogy élő állatokat lát. Ennek megfelelően a reklám azt mutatja be, hogy hogyan reagálnak emberek szokatlan élethelyzetekben felbukkanó – általuk élőnek hitt – állatokra, hogy végül felbukkanjon maga a preparátor, és diadalittasan belemondja a kamerába: "Nope, it's just Chuck Testa!" (Magyarul: „Dehogyis [élő]! Ez Chuck Testa [műve]!) A mondat rövid időn kiterjedt népszerűségre tett szert a legkülönfélébb weboldalakon, a Reddit és a Tumblr felületein, sőt olyan mainstream médiumokig is eljutott Amerikában, mint a Fox News and CBS. Chuck Testa reklámja a 2011 legjobb internetes mémjének a Time' magazin által szervezett választásán a tizedik helyezést érte el.

## Televíziós megjelenések
Chuck Testa híressé vált reklámja, illetve személye is megjelent 2011-15 között több amerikai televíziós műsorban, akadt olyan adás is, ahol a vállalkozását, az Ojai Valley Taxidermy üzletet is promotálták. 2016-ban a CarbonTV egy önálló dokumentumműsort is szentelt Testának és állatkitömő vállalkozásának, Mounted: Chuck Testa and Friends címmel.

## Fordítás
- Ez a szócikk részben vagy egészben  a   Chuck Testa című angol Wikipédia-szócikk fordításán alapul.  Az eredeti cikk szerkesztőit annak laptörténete sorolja fel. Ez a jelzés csupán a megfogalmazás eredetét és a szerzői jogokat jelzi, nem szolgál a cikkben szereplő információk forrásmegjelöléseként.